# Крип (фильм)
«Крип» (англ. Creep, иное название — «Ублюдок») — остросюжетный фильм ужасов 2004 года режиссёра Кристофера Смита.

## Сюжет
Сотрудник санитарной службы и его досрочно освобождённый напарник, осуждённый за продажу наркотиков, спустились в канализацию для устранения засора. Услышав звук, они двигаются к нему, обнаруживают новый тоннель, один из них отправляется изучить его, а второй не дождавшись от него ответа, находит его мёртвым. После слышит крик и видит бегущую на него женщину, которую некто хватает и тащит в темноту.
Молодая девушка Кейт ушла с вечеринки за подругой, чтобы соблазнить приехавшего в город Джорджа Клуни. Такси поймать не удалось, и она решает поехать на метро, так как ещё успевает на последний поезд. Здесь, тайком приняв немного алкоголя из захваченной с собой бутылочки, она незаметно засыпает и просыпается уже ночью, когда метро закрыто, а вокруг нет ни одного человека. Кейт садится в пустой вагон подъехавшего поезда, который, немного проехав, останавливается, а вокруг гаснет свет.
Вскоре оказывается, что в поезд попал и коллега Кейт, замысливший её изнасиловать. Однако какое-то существо, не дав ему сделать этого, утаскивает его под поезд. Вскоре это же существо — умственно-отсталый и безумный Крэйг, обитающий в технических помещениях метрополитена, начинает свою охоту на Кейт.

## В ролях
| Актёр           | Роль         |
| --------------- | ------------ |
| Франка Потенте  | Кейт         |
| Кен Кэмпбелл    | Артур        |
| Вэс Блэквуд     | Джордж       |
| Джереми Шеффилд | Гай          |
| Шон Харрис      | Крейг «Крип» |

## Критика
На агрегаторе рецензий Rotten Tomatoes рейтинг «свежести» составляет 40% на основе 15 обзоров со средней оценкой 4,3 из 10.
Джейсон Бьюкенен из AllMovie дал положительную рецензию: «Этот урезанный ужастик может быть легким по сюжету, но он полон жутких страхов и психопатического отношения со стороны своего подлого главного монстра».
Рецензент из Time Out дал фильму отрицательную рецензию, написав: «Этот слэшер, действие которого происходит в лондонском метро, растрачивает многообещающую предпосылку на дрянные испуги, злобности старой школы и множество жанровых клише».